# War Robots
『War Robots』（旧タイトル : Walking War Robots）は、ロシアのゲーム開発会社Pixonicによって開発および公開された無償モバイルアプリオンラインゲーム。
マルチプレイヤーオンラインバトルアリーナ（MOBA）モードでリアルタイムのPvPでバトルを行うシューティングゲームであり、プレイヤーは、戦場で多数のロボットを操作することができ、他のプレイヤーとチーム（クラン）を組むことができる。
2014年にiOS版、翌年にAndroid版が順次サービスを開始。現在はiOSユーザー・Androidユーザー・Amazonユーザーが共にプレイすることが可能となっている。

## 概要
主にユーザー同士6対6のチーム戦でゲームを行い、支配やビーコンラッシュ、チームデスマッチのモードの他、毎週金曜日から日曜日にかけて実施されるスカーミッシュや内通貨を支払い参加するアリーナ、ソロで戦うフリー・フォー・オール（通称：FFA）モードが存在する。ユーザー同士では海外のプレイヤーとマッチすることが多々ある。
また、ロボットは45種類以上登場し、装備はカスタマイズが可能。武器には各軽武器スロット、中武器スロット、重武器スロットと3種類の武器タイプがあり、全50種類以上もの武器がある。マップは異なるロケーションを持つものが多数あり、フィールドの起伏や遮蔽物の有無で戦局が様々な状況に変わる。なお、マップはランダムでマッチする。
勝敗において、ロボットが持つアビリティ（ダッシュ機能、ジャンプ機能、ステルス機能、移動速度の増加機能、内蔵シールドによる防御等）を上手く活かしたプレイヤーが勝利を収めやすい。
また、通常の機体より大きく、より強力なロボット『タイタン』や通常機体のサポートとして搭載するシステム『ドローン』、『パイロット』が存在する。

## 収益・ダウンロード数
世界的なゲームのブランドであるMY.GAMESの日本での第2四半期収益の80%は、最も収益を上げているPixonicのモバイルゲーム「War Robots」によるものであり、今後もMY.GAMESは「War Robots」の他「Hustle Castle」等をはじめとするトップフランチャイズの拡大と拡張を継続していく目処を立てている。また、6周年を迎えた時点でのWar Robotsの総ダウンロード数は1億6900万である。
また、全プラットフォームの累計収益は5億ドル（540億円）である。新規プレイヤーを獲得し続けており、App StoreとGoogle Playでは世界最大級の戦術シューターとなっている。2020年には人気フランチャイズの関連作以外で『War Robots』が米国のトップ5モバイルシューターにランクインした。
月間収益としての最高額は、2020年5月の1億3,600万ドルであり、「この数字の背景にはLiveOpsの実験成功に加えて新型コロナウイルス（COVID-19）に伴う世界的な制限によるプレイヤーのアクティビティ拡大があった」としている。

## リマスター版
現在、リマスター版として81体のロボット、105種類以上の武器、4つのマップが全面的に改訂され、登場するロボットのテクスチャや3Dモデルも改善されており、これらの変更を補完するために新しい写実的なライティングを実装し環境に応じた精密な影や反射を実現しているとされている。基本的に全マップやロボットの動作、ゲームの仕組みは変更されておらず、細かな最適化によりメモリやバッテリーの使用をおさえプレイヤーのハードウェア要件が低くなっている。ハイエンドなデバイスでは秒間60フレームの滑らかなパフォーマンスで動作し、グラフィック設定は5つの設定が選べるようになる予定である。現在はMinimalとPerformanceが利用可能であり、2021年にはHigh、Balanced、Ultraが追加される予定である。選択式ダウンロードも計画されており、プレーヤーが空き容量を最適化できるように高解像度のテクスチャとモデルを別々にインストールできるようになる予定。

## Pixonic
Pixonicは2009年に設立され、モスクワを拠点とする開発会社であり、モバイル市場向けの開発に注力する以前はソーシャルゲームで成功を収めていた。2016年にMail.Ruグループに合流し、後にMY.GAMESのパートナーになる。
また、2020年にPvPのモバイルシューティングゲームであるDino Squadを公開した。